# Cubaanse muziek
De Cubaanse muziek maakt deel uit van de Caraïbische muziek, en onderscheidt zich door haar specifieke stijlen.

## Traditionele stijlen

### Danzon
De danzonstijl is een synthese van Franse barokmuziek (met name door middel van het instrumentarium, bestaande uit: dwarsfluit, violen, altviolen, cello, contrabas en piano, aangevuld met timbales, claves en conga) en Afrikaanse muziek, die in de jaren veertig en vijftig van de 20e eeuw populair werd. De danzon is een instrumentale stijl, bedoeld om paarsgewijs op te dansen. Typerend voor de danzon is de clave cinquillo. In de jaren zestig werd een montuno slot gebruikelijk. Danzon is een traditionele stijl.

### Son
De sonstijl is een meestal meerstemmige gezongen muziekstijl, meestal met begeleiding van een of meer gitaren.

### Charanga
De charangastijl is de voorloper van de salsa. Charanga maakt gebruik van de instrumentale bezetting van de danzon, dus zonder koperblazers.

### Mambo
De mambo is vanaf de jaren dertig ontwikkeld door onder andere Cachao.

### Rumba
De rumba is de dansmuziek van de straat, waarbij de solist op de quinto (hoge conga)  (op straat echter meestal een houten doos) ritmisch duelleert met de danser(s). De rumba heeft een eigen clave.

### Salsa
De salsastijl is de opvolger van de charanga, en kenmerkt zich door het opzwepender tempo en luidere instrumenten. Ook het slagwerk is uitgebreider dan bij de voorgaande ontwikkelingen.

### Songo
In de jaren tachtig kwam de complexe songostijl in Cuba op, als reactie op de populaire Latin jazz, die vaak een (met name ritmisch) versimpelde Caraïbische muziek voorstelde. Songo raakte onder andere bekend door de groep Los Van Van.

### Santería
Santería is een religie waarin elementen uit de Yorubacultuur versmolten zijn met elementen uit het rooms-katholicisme. De muziek tijdens de santeríaceremonies (Batá) is pas in de jaren tachtig in de openbaarheid gekomen; daarvoor werd ze als geheim beschouwd. Dankzij de Santería zijn elementen en ritmes uit de Yorubacultuur bewaard gebleven, die in Afrika verloren zijn gegaan. De bekendste hymne is het Ave Maria Morena.
Centraal in de Santería staan de Batádrums, die de ritmes van de orisha's vertolken.

## Moderne muziek

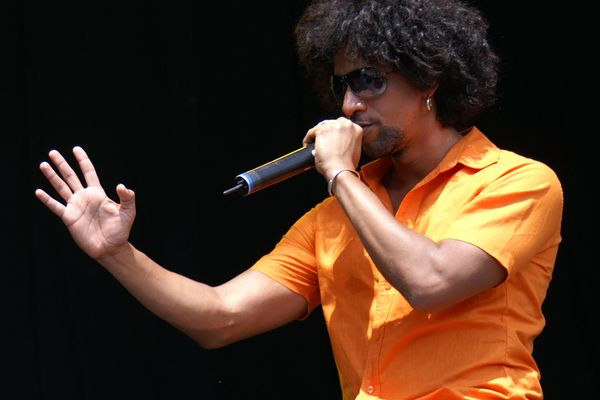
De Cubaanse band Free Hole Negro op Festival Mundial.

De bekendste Cubaanse componist is Leo Brouwer.
Onder de jongeren in Cuba is tegenwoordig rap en hiphop erg populair. De bekendste groep is Orishas. Deze groep bestaande uit 3 leden, brengt hiphop gecombineerd met salsa en rumba invloeden. In hun teksten is vaak verdoken kritiek te bespeuren op het huidige regime. Ook timba, een energieke en gecompliceerde muziekstijl met elementen uit traditionele Cubaanse muziek, salsa, jazz, rock en hiphop, die de virtuositeit van de Cubaanse musici duidelijk naar voren brengt, is heel populair. De stijl ontstond eind jaren 80 met als baanbrekende band NG La Banda onder leiding van José Luis "El Tosco" Cortés.

## Bekendheid
Rond de millenniumwisseling beleefde de oudere Cubaanse muziek in Europa een opleving door het project Buena Vista Social Club. In navolging hiervan vergaarden ook solomuzikanten als Ibrahim Ferrer en Compay Segundo, Ruben Gonzalez en Pío Leiva hier op zeer hoge leeftijd successen. Ook films Dirty Dancing 2: Havana Nights en The Lost City hebben bijgedragen aan de bekendheid van Cubaanse muziek.
Ook de in 2000 opgerichte, en inmiddels ook in Europa bekende, Reggaetongroep Gente de Zona, komt uit Cuba.